# 봉의 3

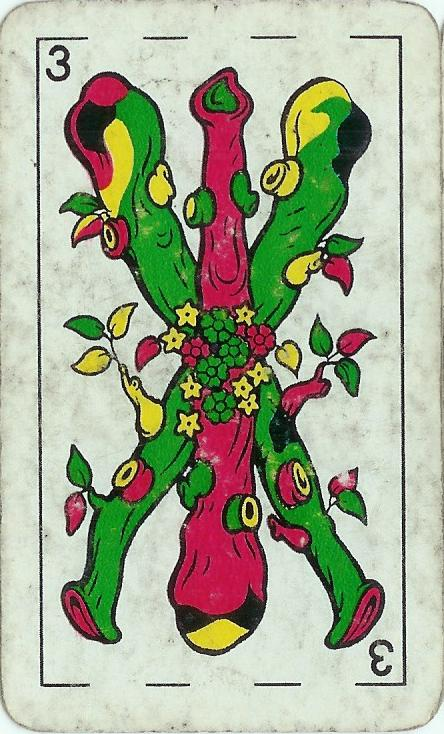
스페인 덱에서 배턴 ("바스토스")의 3

봉의 3은 봉의 슈트의 플레잉 카드이다. 타로에서는 소 아르카나 카드이다.

라이더-웨이트 타로 덱에서 봉의 3

타로 카드는 유럽 전역에서 타로 카드 게임을 하는 데 사용된다.
게임이 거의 알려지지 않은 영어권 국가에서는 타로 카드가 주로 점술 목적으로 사용되었다.

## 점술 사용법
바다를 바라 보는 진정한 구경꾼. 그가 상인이거나 여행을 고대할 가능성이 있다. 숫자 3은 어떤 - 낙관적이고 무언가가 기대되는 - 임무의 창조를 상징한다. 이 카드는 기업, 무역 또는 상업을 상징한다.
주안점: 업적 - 모험 - 여행 - 여행 추구
카드가 반전된 경우, 작업이 끝났음을 의미하고, 수고, 중단 및 실망을 의미한다.

## 주요 의미
봉의 3의 주요 의미:
- 성취
- 신선한 시작
- 장기적 성공
- 동업자
- 무역